# Vexillum menehune
Vexillum menehune is een slakkensoort uit de familie van de Costellariidae. De wetenschappelijke naam van de soort is voor het eerst geldig gepubliceerd in 2011 door Salisbury.